# Wilhelm Światołdycz-Kisiel
Wilhelm Julian Światołdycz-Kisiel (ur. 11 sierpnia 1885 w majątku Poleś, zm. wiosną 1940 w Katyniu) – major kawalerii Wojska Polskiego, ofiara zbrodni katyńskiej.

## Życiorys
Urodził się 11 sierpnia 1885 w majątku Poleś k. Łyntup na Wileńszczyźnie, w rodzinie Ludwika i Marii z Chaleckich. Jego dziadek Wilhelm Chalecki był powstańcem 1831 roku. Absolwent Gimnazjum św. Anny w Petersburgu w 1906. Ukończył Jelizawietgradzką Szkołę Kawalerii. Od 1907 do 1917 r. w armii carskiej – początkowo w 32 pułku dragonów, w 3 Dywizji Kawalerii, następnie w stopniu porucznika w 3 pułku huzarów Elizawietskich. Dowodził oddziałem karabinów maszynowych. Walczył w Prusach Wschodnich i na Litwie. 24 maja 1915 w czasie walk o folwark Cytowiany został ranny, i odesłany na leczenie do 34 rezerwowego szpitala polowego. 15 lipca 1915 powrócił do pułku, który w tym czasie walczył  na Wołyniu, w okolicach Włodzimierza. Za odwagę wykazaną w walkach o wieś Kogilno Kisiel został odznaczony orderem św. Anny. 28 lutego 1916 awansował do stopnia sztabsrotmistrza. Pod koniec lipca 1916 pułk Kisiela został przerzucony do Besarbii. Dowodził szwadronem ckm, w czasie I wojny światowej dwukrotnie ranny.  Był organizatorem Wojska Polskiego na Wschodzie. W lecie 1917 został wybrany delegatem komitetu żołnierzy Polaków 3 Dywizji Kawalerii na zjazd delegatów 6 Armii i na I Ogólny Zjazd Wojskowych Polaków w Piotrogrodzie. W październiku 1916 wstąpił do tworzonego I Korpusu Polskiego w Rosji. Otrzymał przydział do 2 pułku ułanów, którego formowanie miało się dopiero rozpocząć. Jednak 17 października 1916 Kisiel otrzymał uprawnienia od Naczelnego Polskiego Komitetu Wojskowego (Naczpol) na wydzielenie żołnierzy-Polaków z 3 Dywizji Kawalerii. 15 listopada 1917 rozkazem dowództwa 3 Dywizji Kawalerii został oddany do dyspozycji Naczpola, z przydziałem do 3 Dywizji dla wydzielenia żołnierzy-Polaków i sformowania polskiego szwadronu przy 3 pułku huzarów. Po utworzeniu szwadronu Kisiel wraz z oddziałem zgodnie z rozkazami miał dołączyć do 3 pułku ułanów I Korpusu Polskiego. Jednak w wyniku działań na nowo utworzonym froncie ukraińskim i przeniesieniu 3 Dywizji z frontu rumuńskiego do Donbasu, jak również nieporozumień pomiędzy gen. Dowbor-Muśnickim a gen. de Henning-Michaelisem rozkazu nie mógł wykonać. Pozostał wraz ze szwadronem (który został rozwiązany 15 lutego 1918) w Donbasie.
Po klęsce wojsk rosyjskich w walkach z bolszewikami w Donbasie, Kisiel ukrywał się pod przybranym nazwiskiem w niemieckich koloniach w Guberni Charkowskiej. 28 czerwca wstąpił do służby w Ukraińskiej Armii hetmana Skoropadskiego i otrzymał przydział w stopniu rotmistrza do Sztabu Głównego. Brał udział w walkach przeciwko bolszewikom, wojskom Petlury. Za udział w walkach przeciwko wojskom Petlury został zaocznie skazany na śmierć. W wyniku zaistniałej sytuacji 14 grudnia 1918 zgłosił się do Polskiej Misji Wojskowej w Kijowie i został zarejestrowany jako oficer Wojska Polskiego (certyfikat 2304). Wyjechał do Warszawy.
Po odzyskaniu przez Polskę niepodległości został przyjęty do Wojska Polskiego dekretem z 30 stycznia 1919 w stopniu majora, starszeństwo miało być określone w późniejszym terminie. Został przydzielony do I Departamentu Organizacyjno-Mobilizacyjnego Ministerstwa Spraw Wojskowych. Został wysłany do Poznania, następnie do Łodzi w celu zorganizowania systemu mobilizacyjnego. Po licznych pisemnych prośbach Kisiela został przeniesiony do służby w linii. Walczył na wojnie z bolszewikami. Początkowo w 10 pułku ułanów litewskich jako 1 zastępca dowódcy pułku (walczył na froncie białoruskim w okolicach Lidy i Baranowicz) a następnie w kwietniu 1919 roku objął dowództwo Jazdy Tatarskiej i sprawował je do 8 maja tego roku. Dowództwo nad Tatarami zdał Eugeniuszowi Ślaskiemu, a sam objął dowództwo szwadronu zapasowego 4 pułku ułanów. Od 3 marca do 24 kwietnia 1920 roku, w stopniu majora, pełnił obowiązki dowódcy 16 pułku ułanów wielkopolskich. W czasie wojny 1920 wsławił się w bitwie pod Koziatyniem i Białą Cerkwią. Został przedstawiony do odznaczenia krzyżem Virtuti Militari. 15 lipca 1920 roku został zatwierdzony z dniem 1 kwietnia 1920 roku w stopniu majora, w kawalerii, w grupie oficerów byłych Korpusów Wschodnich i byłej armii rosyjskiej. Był wówczas oficerem nadetatowym 16 pułku Ułanów Wielkopolskich, oddanym do dyspozycji Oddziału V Sztabu Ministerstwa Spraw Wojskowych. W sierpniu 1920 został oficerem łącznikowym Brygady Dońskich Kozaków. Ukończył kurs dla wyższych oficerów kawalerii. 27 lutego 1921 otrzymał przeniesienie z byłej Brygady Dońskich Kozaków, w której był oficerem łącznikowym, do 215 pułku ułanów na stanowisko zastępcy dowódcy pułku. Sprzeczne rozkazy opóźniły objęcie stanowiska zastępcy dowódcy pułku (pułk przebywał na froncie), i przyczyniły się do negatywnych opinii o Kisielu przełożonych, co zaważyło na dalszej karierze wojskowej majora.
Po wojnie został zweryfikowany do stopnia majora rezerwy kawalerii ze starszeństwem z dniem 1 czerwca 1919. W 1921 ukończył kurs w Saumur we Francji. 9 kwietnia 1921 został zwolniony z czynnej służby z zaliczeniem do rezerwy armii i jednocześnie jako oficer zatrzymany w służbie czynnej służył w 26 pułku ułanów. W 1923 był oficerem rezerwowym 10 pułku ułanów w Białymstoku. W sierpniu 1924 został przeniesiony 2 pułku strzelców konnych do 5 pułku strzelców konnych, gdzie pełnił funkcję kwatermistrza. 30 listopada 1926 został zwolniony z czynnej służby rozkazem 4148/1916.  15 maja 1930 roku został przemianowany na oficera zawodowego w stopniu majora ze starszeństwem z dniem 1 stycznia 1928 roku i 69. lokatą w korpusie oficerów kawalerii. Z dniem 20 lipca 1930 roku został przeniesiony z 16 pułku ułanów wielkopolskich na stanowisko rejonowego inspektora koni w Sieradzu. Z dniem 31 grudnia 1931 roku został przeniesiony w stan spoczynku.
W 1934 roku pozostawał w ewidencji Powiatowej Komendy Uzupełnień Warszawa Miasto III. Posiadał przydział do Oficerskiej Kadry Okręgowej Nr I. Był wówczas „przewidziany do użycia w czasie wojny”.
W sierpniu 1939 zmobilizowany do Ośrodka Zapasowego Pomorskiej Brygady Kawalerii. W trakcie kampanii wrześniowej objął dowództwo oddziału kawalerii i przebijał się w kierunku Litwy. Zagarnięty przez wojska sowieckie został przewieziony do obozu w Kozielsku. Według stanu na 23 grudnia 1939 był jeńcem obozu w Kozielsku. Między 7 a 9 kwietnia 1940 przekazany do dyspozycji naczelnika smoleńskiego obwodu NKWD – lista wywózkowa 015/2, poz. 64, nr akt 1636 z 05.04.1940. Między 9 a 11 kwietnia 1940 wywieziony w transporcie do Katynia i rozstrzelany przez funkcjonariuszy Obwodowego Zarządu NKWD w Smoleńsku oraz pracowników NKWD przybyłych z Moskwy na mocy decyzji Biura Politycznego KC WKP(b) z 5 marca 1940. Zidentyfikowany podczas ekshumacji prowadzonej przez Niemców w 1943, zapis w dzienniku ekshumacji pod datą 28.05.1943. Przy szczątkach znaleziono dwie karty pocztowe, nadawca: E. Kisiel. Figuruje na liście AM-256-3456 (nazwisko napisane jako Kiziel) i liście Komisji Technicznej PCK pod numerem: GARF-126-03456 (Kisiel Wilhelm). Nazwisko Kisiela znajduje się na liście ofiar (pod nr 03456) opublikowanej w Gońcu Krakowskim nr 176 i w Nowym Kurierze Warszawskim nr 169 z 1943. W Archiwum Robla (pakiet 01453-08) znajduje się dziennik znaleziony przy szczątkach Włodzimierza Wojdy w którym pod datą 24.12.1939 wymieniony jest major Kisiel (bez podania imienia).
28 lipca 2000 został pochowany na terenie późniejszego Polskiego Cmentarza Wojennego w Katyniu.
5 października 2007 roku Minister Obrony Narodowej Aleksander Szczygło mianował go pośmiertnie do stopnia podpułkownika. Awans został ogłoszony 9 listopada 2007 roku, w Warszawie, w trakcie uroczystości „Katyń Pamiętamy – Uczcijmy Pamięć Bohaterów”.

## Życie prywatne
Mieszkał w Wilnie. Rodziny nie założył. Miał braci: Edwarda, Józefa, Kazimierza i siostrę - Helenę (p.m. Klott von Heidenfeld)

## Ordery i odznaczenia
- Krzyż Walecznych – czterokrotnie (po raz pierwszy rozkazem L. 2028)[26]
- Medal Pamiątkowy za Wojnę 1918–1921
- Medal Dziesięciolecia Odzyskanej Niepodległości
- Odznaka Pamiątkowa „Za Wołyń”
- Odznaka Pamiątkowa Dywizji Litewsko-Białoruskiej
- Medal Międzysojuszniczy „Médaille Interalliée”
- Order Świętej Anny IV klasy (Imperium Rosyjskie) z "dopiskiem za odwagę" rozkaz 3 Armii Rosyjskiej z 4 lutego 1916 nr 812
- Order św. Stanisława kl. 2 z mieczami rozkaz 3 Armii Rosyjskiej z 23 lutego 1916 nr 851
- Order św. Stanisława kl. 3 nr 4281